# Éaco
Éaco (em grego:  Αιακός, transl.: Aiakós), na mitologia grega, é filho de Zeus e da ninfa Egina, filha do deus-rio Asopo.

## Família
Egina era filha de Asopo e Metope, filha do deus-rio Ladon; Asopo e Metope tiveram dois filhos, Ismeno e Pelagon, e vinte filhas, uma de suas irmãs era Salamis.

## Rapto de Egina
Zeus convenceu Egina, e Asopo, sem ter informações sobre a filha, foi parar em Corinto. Sísifo sabia o que tinha acontecido, e só informou Asopo depois que ele deu a Corinto uma fonte; por causa disso Sísifo foi punido no Hades.
Zeus a levou para a ilha de Delos, onde ela deu à luz Éaco. Segundo Pausânias e Pseudo-Apolodoro, Zeus levou-a para uma ilha desabitada, chamada de Oenone; esta ilha, mais tarde, passou se chamar Egina.

## Ataque de Hera
Hera enviou uma serpente que envenenou a água da ilha. Éaco, então, vendo-se indefeso pela falta de homens pediu ajuda a Zeus, que transformou as formigas em homens. Estes homens passaram a ser chamados de mirmidões, do grego myrmekes para formigas. Segundo Apolodoro, Zeus transformou as formigas em homens porque Éaco estava sozinho na ilha.

## Reinado
Éaco casou-se com Endeis, filha de Sciron, e teve dois filhos, Peleu e Télamo, mas segundo Ferecides de Leros, Telamon não seria filho de Éaco e Endeis, mas um amigo de Peleu. Éaco também teve um filho com Psâmate, filha de Nereu, chamado de Foco.
Piedoso por natureza, ele é amado pelos deuses que se comprazem a satisfazer os seus votos. Assim, a fim de conseguir que a sua ilha fosse povoada, Éaco pediu a Zeus que transformasse as formigas de um carvalho sagrado em seres humanos. Esta foi a origem do povo dos mirmídões (formiga em grego), de quem Éaco se tornou rei (uma versão diferente da lenda afirma que a ilha, povoada por colonos trazidos por Éaco, foi dizimada por uma epidemia de peste enviada por Hera e que, para substituir os mortos, Zeus acedeu ao pedido de seu filho, metamorfoseando as formigas).
Éaco construiu à volta da ilha de Egina uma cintura de muralhas, que a protegiam das incursões dos piratas. Teria também ajudado Posídon e Apolo a construir as muralhas de Troia, para o rei Laomedonte. Diz-se que quando a obra terminou, três dragões tentaram a escalada das muralhas, mas só um conseguiu chegar ao fim. Exactamente aquele que subiu pela muralha construída por Éaco. Deduziu-se, assim, que estas protecções seriam um dia franqueadas por um dos seus descendentes.
Éaco teve uma filha, Aicímaco, que foi a segunda esposa de Ileu (pai de Ájax, "o pequeno") e dois filhos, Peleu e Télamo (foi Télamo, o companheiro de Héracles, que transpôs as muralhas de Troia, a fim de vingar o herói), que tiveram uma descendência gloriosa (Aquiles, filho de Peleu; o "grande Ájax", filho de Télamo, ambos heróis da guerra de Troia).
De uma segunda união com a Nereide Psâmate, Éaco teve um terceiro filho, Foco. Acontece que os seus dois primeiros filhos tiveram ciúmes de Foco, que se cobrira de louros ao conquistar a Fócida e, assim, decidiram matá-lo, no decurso de um jogo do disco. Éaco, submisso às leis divinas, condenou ao exílio estes filhos assassinos.

## Após a morte
Os habitantes da ilha de Egina não sabiam dizer o nome de nenhum rei além de Éaco, porque, dos seus filhos, Peleu e Télamo foram exilados após assassinarem Foco, e os filhos de Foco passaram a morar no Parnaso, na região da Fócida.
A sua sabedoria e a sua paixão pela justiça fizeram com que os deuses o escolhessem para juiz das suas querelas e, mais tarde, para assessor no tribunal do Além, presidido por Hades, ao lado de Minos e Radamanto. Ele estava, particularmente, encarregado de julgar, nos infernos, os "acontecimentos europeus".
Os habitantes da ilha de Egina renderam-lhe um culto fervoroso, cujas festas eram combinadas com jogos gímnicos. Os vencedores destes jogos suspendiam as suas coroas no templo que lhe tinha sido consagrado. Atenas venerou também Éaco, edificando-lhe um santuário na Ágora.
Éaco é geralmente representado usando um ceptro real e a chave dos Infernos, de que ele é o único detentor.

## Árvore genealógica
Árvore genealógica (parcial) baseada em Pseudo-Apolodoro:
| Quíron | Quíron | Quíron | Quíron | Quíron | Quíron |        |        | Cariclo | Cariclo | Cariclo | Cariclo | Cariclo | Cariclo |  |  | Zeus   | Zeus   | Zeus   | Zeus   | Zeus   | Zeus   |      |      |  |  | Egina | Egina | Egina | Egina | Egina | Egina |         |         | Nereu   | Nereu   | Nereu   | Nereu   | Nereu | Nereu |  |  |  |  | Dóris | Dóris | Dóris | Dóris | Dóris | Dóris |  |  |  |  |  |  |  |  |  |  |  |  |  |  |  |  |  |  |  |  |  |  |  |  |  |  |  |  |  |  |  |  |  |  |  |  |  |  |
| Quíron | Quíron | Quíron | Quíron | Quíron | Quíron |        |        | Cariclo | Cariclo | Cariclo | Cariclo | Cariclo | Cariclo |  |  | Zeus   | Zeus   | Zeus   | Zeus   | Zeus   | Zeus   |      |      |  |  | Egina | Egina | Egina | Egina | Egina | Egina |         |         | Nereu   | Nereu   | Nereu   | Nereu   | Nereu | Nereu |  |  |  |  | Dóris | Dóris | Dóris | Dóris | Dóris | Dóris |  |  |  |  |  |  |  |  |  |  |  |  |  |  |  |  |  |  |  |  |  |  |  |  |  |  |  |  |  |  |  |  |  |  |  |  |  |  |
|        |        |        |        |        |        |        |        |         |         |         |         |         |         |  |  |        |        |        |        |        |        |      |      |  |  |       |       |       |       |       |       |         |         |         |         |         |         |       |       |  |  |  |  |       |       |       |       |       |       |  |  |  |  |  |  |  |  |  |  |  |  |  |  |  |  |  |  |  |  |  |  |  |  |  |  |  |  |  |  |  |  |  |  |  |  |  |  |
|        |        |        |        |        |        |        |        |         |         |         |         |         |         |  |  |        |        |        |        |        |        |      |      |  |  |       |       |       |       |       |       |         |         |         |         |         |         |       |       |  |  |  |  |       |       |       |       |       |       |  |  |  |  |  |  |  |  |  |  |  |  |  |  |  |  |  |  |  |  |  |  |  |  |  |  |  |  |  |  |  |  |  |  |  |  |  |  |
|        |        |        |        |        |        |        |        |         |         |         |         |         |         |  |  |        |        |        |        |        |        |      |      |  |  |       |       |       |       |       |       |         |         |         |         |         |         |       |       |  |  |  |  |       |       |       |       |       |       |  |  |  |  |  |  |  |  |  |  |  |  |  |  |  |  |  |  |  |  |  |  |  |  |  |  |  |  |  |  |  |  |  |  |  |  |  |  |
|        |        |        |        | Endeis | Endeis | Endeis | Endeis | Endeis  | Endeis  |         |         |         |         |  |  |        |        | Éaco   | Éaco   | Éaco   | Éaco   | Éaco | Éaco |  |  |       |       |       |       |       |       | Psâmate | Psâmate | Psâmate | Psâmate | Psâmate | Psâmate |       |       |  |  |  |  | Tétis | Tétis | Tétis | Tétis | Tétis | Tétis |  |  |  |  |  |  |  |  |  |  |  |  |  |  |  |  |  |  |  |  |  |  |  |  |  |  |  |  |  |  |  |  |  |  |  |  |  |  |
|        |        |        |        | Endeis | Endeis | Endeis | Endeis | Endeis  | Endeis  |         |         |         |         |  |  |        |        | Éaco   | Éaco   | Éaco   | Éaco   | Éaco | Éaco |  |  |       |       |       |       |       |       | Psâmate | Psâmate | Psâmate | Psâmate | Psâmate | Psâmate |       |       |  |  |  |  | Tétis | Tétis | Tétis | Tétis | Tétis | Tétis |  |  |  |  |  |  |  |  |  |  |  |  |  |  |  |  |  |  |  |  |  |  |  |  |  |  |  |  |  |  |  |  |  |  |  |  |  |  |
|        |        |        |        |        |        |        |        |         |         |         |         |         |         |  |  |        |        |        |        |        |        |      |      |  |  |       |       |       |       |       |       |         |         |         |         |         |         |       |       |  |  |  |  |       |       |       |       |       |       |  |  |  |  |  |  |  |  |  |  |  |  |  |  |  |  |  |  |  |  |  |  |  |  |  |  |  |  |  |  |  |  |  |  |  |  |  |  |
|        |        |        |        |        |        |        |        |         |         |         |         |         |         |  |  |        |        |        |        |        |        |      |      |  |  |       |       |       |       |       |       |         |         |         |         |         |         |       |       |  |  |  |  |       |       |       |       |       |       |  |  |  |  |  |  |  |  |  |  |  |  |  |  |  |  |  |  |  |  |  |  |  |  |  |  |  |  |  |  |  |  |  |  |  |  |  |  |
|        |        |        |        |        |        |        |        |         |         |         |         |         |         |  |  |        |        |        |        |        |        |      |      |  |  |       |       |       |       |       |       |         |         |         |         |         |         |       |       |  |  |  |  |       |       |       |       |       |       |  |  |  |  |  |  |  |  |  |  |  |  |  |  |  |  |  |  |  |  |  |  |  |  |  |  |  |  |  |  |  |  |  |  |  |  |  |  |
|        |        |        |        |        |        | Peleu  | Peleu  | Peleu   | Peleu   | Peleu   | Peleu   |         |         |  |  | Télamo | Télamo | Télamo | Télamo | Télamo | Télamo |      |      |  |  |       |       |       |       | Foco  | Foco  | Foco    | Foco    | Foco    | Foco    |         |         |       |       |  |  |  |  |       |       |       |       |       |       |  |  |  |  |  |  |  |  |  |  |  |  |  |  |  |  |  |  |  |  |  |  |  |  |  |  |  |  |  |  |  |  |  |  |  |  |  |  |